# Catasigerpes margarethae
Catasigerpes margarethae es una especie de mantis de la familia Hymenopodidae.

## Distribución geográfica
Se encuentra en Etiopía, Camerún, Kenia, Nigeria, Sudán y el  Chad.